# Architektura drewniana

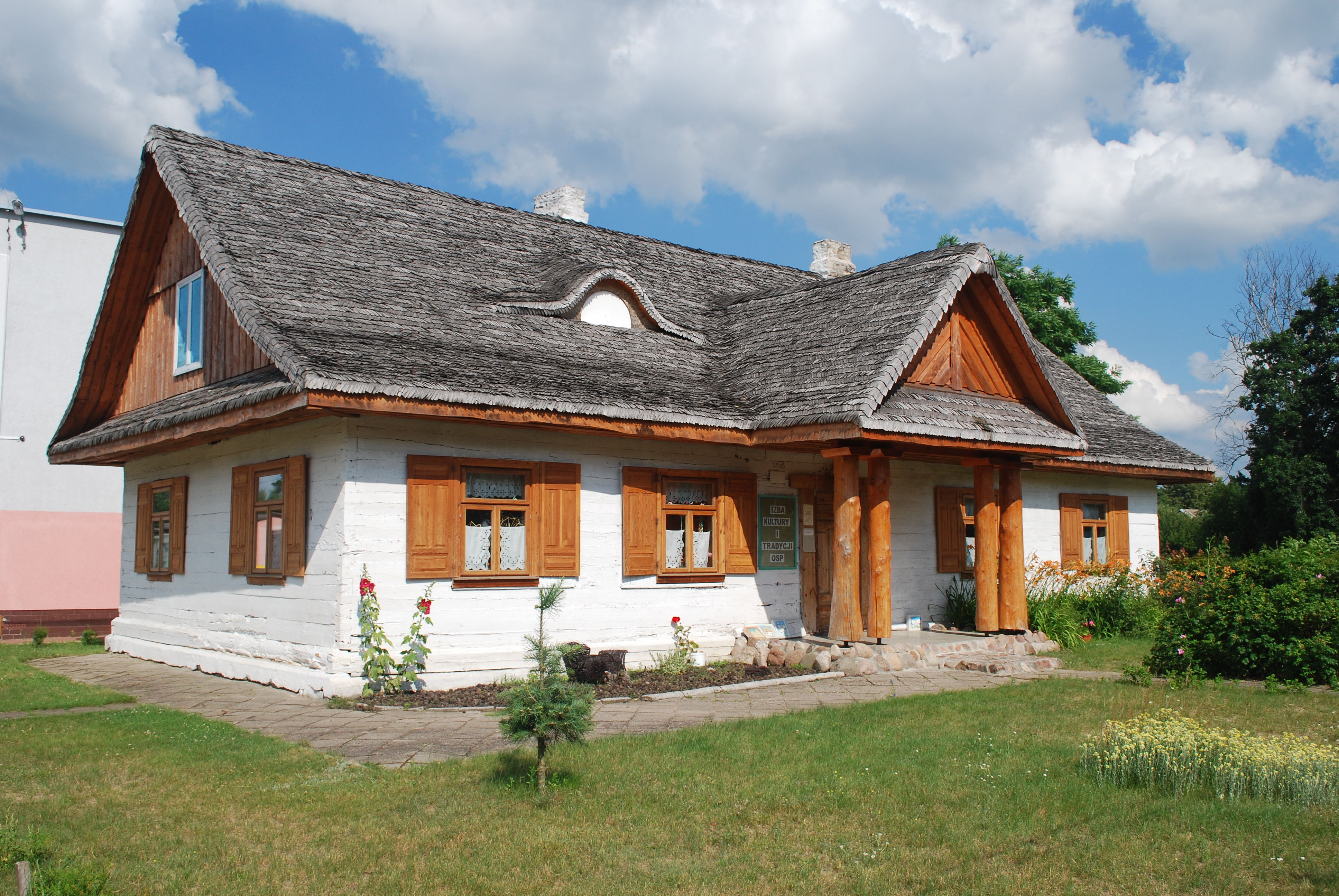
Stara szkoła (Dubicze Cerkiewne, Podlasie)

Architektura drewniana – architektura, której podstawą są drewniane elementy konstrukcyjne.
Użycie drewna jako budowlanego materiału konstrukcyjnego ma swoje zalety, ale też ograniczenia. Zaletą jest dość duża swoboda i łatwość obróbki tego materiału, zaś wadą jego stosunkowo mała trwałość, duża łatwopalność i ograniczona wytrzymałość mechaniczna. Ta ostatnia cecha powoduje, że konstrukcje drewniane nie mogą być zbyt wysokie. Do typowych, drewnianych elementów konstrukcyjnych zaliczane są:
- konstrukcja wieńcowa
- konstrukcja sumikowo-łątkowa
- konstrukcja przysłupowa
- konstrukcja sochowa
- ściana szkieletowa
- więźba dachowa
- złącza ciesielskie

Niemal do XX wieku drewno stanowiło główny materiał budulcowy. Powstawały budynki mieszkalne, przemysłowe i obiekty sakralne. Dziś wiele z nich, ze względu na swój unikatowy wygląd i styl, budzi zainteresowanie na turystycznych szlakach, w miastach i na wsiach. Atrakcyjność takich miejsc spowodowała utworzenie wielu szlaków architektury drewnianej.

## Architektura drewniana w Polsce

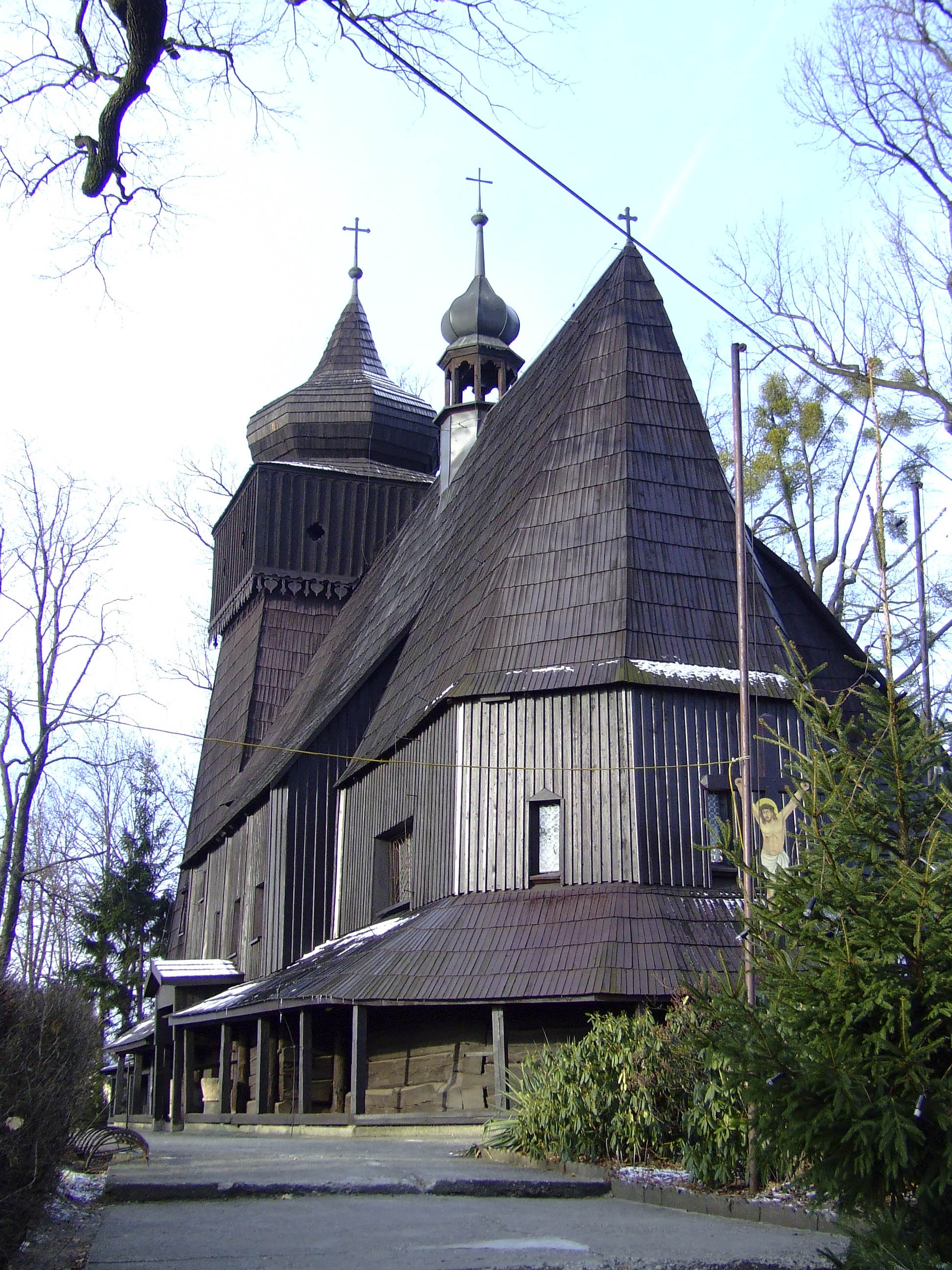
Kościół Wszystkich Świętych w Łaziskach z 1466 roku

Architektura drewniana jest najstarszą formą architektoniczną stosowaną przed początkiem Państwa Polskiego. 
Do najstarszych zachowanych zabytków architektury drewnianej w Polsce należą obiekty wzniesione w średniowieczu. Są to głównie świątynie i cerkwie, z których najstarsze do dziś zachowane świątynie wzniesiono w XV wieku. 
Wśród najstarszych można wymienić niektóre kościoły południowej Małopolski wpisane na listę UNESCO oraz kościoły spoza tej listy np. świątynie w Wszystkich Świętych w Sierotach i Wszystkich Świętych w Łaziskach na Górnym Śląsku. 
Z ważniejszych świątyń architektury drewnianej w Polsce trzeba wymienić wpisane na listę UNESCO, XVII wieczne Kościoły Pokoju w Jaworze i Świdnicy oraz cerkwie regionu karpackiego. 
Z czasów nowożytnych zachowały się również zabytki architektury świeckiej (ratusze, dwory, wille) oraz zabytki gospodarcze i przemysłowe (spichlerze, tężnie, młyny, wiatraki). 
Część zabytków architektury drewnianej znajduje się również w kilkunastu skansenach w Polsce. Są to zazwyczaj obiekty z małych miast i wsi pochodzące z XVIII lub XIX wieku.